# Tamás Tóth
Tamás Tóth (Budapest, 29 maggio 1989) è un triatleta ungherese.

## Biografia
Ha vinto la medaglia di bronzo ai Campionati europei di triathlon di Lisbona 2016.
Ha rappresentato l'Ungheria ai Giochi olimpici di Rio de Janeiro 2016, dove è giunto trentatreesimo nella gara maschile.

## Palmarès
- Campionati europei di triathlon

Lisbona 2016: bronzo